# Selección de polo de Inglaterra
La Selección de polo de Inglaterra es una de las selecciones de polo más tradicionales del mundo. 
Antiguamente, cuando el polo era un deporte olímpico, Inglaterra participaba como miembro del Reino Unido y de cinco olimpiadas ganó la medalla de oro en tres oportunidades.
En el Campeonato Mundial de Polo ha sido uno de los principales protagonista y en dos oportunidades ha obtenido el segundo lugar. A nivel europeo es la selección más poderosa ya que ha ganado cinco veces el Campeonato Europeo de Polo.
JUDADORES DESTACADOS
Cavanagh Campeón: 2009-2010-2011, capitán (2008-2010).
Alejandro Muzzio: Campeón 2008-2009-2010-2011-2013. Capitán (2011-2012)
Bartolomé Castagnola: Campeón 2010-2011-2013-2015. Capitán (2013-2019)
Raymond Orlando, Salazar: Campeón 2013-2015-2017-2018-2020 (capitán 2020-2021)

## Reino Unido en los Juegos Olímpicos
Los primeros Juegos Olímpicos en que se disputó polo fue en 1900, en donde participaron equipos mixtos. Es así como la medalla de oro la ganó el equipo de Foxhunters Hurlingham que tenía tres jinetes británicos: Alfred Rawinson, Denis St. George Daly y John Beresford.
En los Juegos Olímpicos de Londres 1908 el Reino Unido se consolidó como el dominador absoluto de este deporte a nivel olímpico. Participaron dos equipos del Reino Unido en aquellas olimpiadas y alcanzaron la medalla de oro y la medalla de plata. 
El polo estuvo ausente en los siguientes Juegos Olímpicos hasta Amberes 1920 en donde el Reino Unido nuevamente ganó la medalla de oro, venciendo en la final a España. El cuarteto dorado fue conformado por Teignmouth Melville, Frederick Barrett, John Wodehouse y Vivian Lockett.
En los dos últimos Juegos Olímpicos la medalla de oro fue ganada por la Argentina. En París 1924 el Reino Unido alcanzó la medalla de bronce y en Berlín 1936 la medalla de plata.
| Evento       | Oro | Plata | Bronce | Total |
| ------------ | --- | ----- | ------ | ----- |
| París 1900   | 1   | 1     | 1      | 3     |
| Londres 1908 | 1   | 1     | 0      | 2     |
| Amberes 1920 | 1   | 0     | 0      | 1     |
| París 1924   | 0   | 0     | 1      | 1     |
| Berlín 1936  | 0   | 1     | 0      | 1     |
| Total        | 3   | 3     | 2      | 8     |

## Inglaterra en los mundiales
Inglaterra no participó en el primer Campeonato Mundial de Polo debido a que se realizó en Argentina y ambas naciones venían de enfrentarse en la Guerra de las Malvinas. Sin embargo a partir del segundo mundial, Inglaterra no ha dejado de participar en las fases finales alcanzando el segundo puesto en dos oportunidades, el tercer puesto en dos y el cuarto en cuatro oportunidades. En México 2008 sorpresivamente quedó eliminada en la primera fase.
| Campeonato Mundial de Polo | Campeonato Mundial de Polo        | Campeonato Mundial de Polo | Campeonato Mundial de Polo | Campeonato Mundial de Polo | Campeonato Mundial de Polo |  |
| -------------------------- | --------------------------------- | -------------------------- | -------------------------- | -------------------------- | -------------------------- |  |
| 1987:                      | No tomó parte de la clasificación | 1989:                      | Medalla de plata           | 1992:                      | Medalla de bronce          |  |
| 1995:                      | 4° lugar                          | 1998:                      | Medalla de bronce          | 2001:                      | 4° lugar                   |  |
| 2004:                      | Medalla de plata                  | 2008:                      | Primera fase               | 2011:                      | 4° lugar                   |  |
| 2015:                      | 4° lugar                          | 2017:                      | Medalla de bronce          | 2022:                      | No clasificó               |  |